# 董崇文
董崇文（1958年7月—），俗名董沛文，号文道子，男，河北滦县人，中国道士，全真龙门派第二十六代传人，曾任中国道教协会副会长，河北省道教协会会长，河北省政协委员。